# 松平信発
松平 信発（まつだいら のぶおき）は、上野国吉井藩9代藩主。鷹司松平家11代。初名は信和（のぶやす）。また、明治維新後の姓は吉井（よしい）。

## 生涯
文政7年（1824年）5月20日、松平維賢（津山藩主松平康哉の四男）の三男として美作津山城で生まれた。天保7年（1836年）から江戸に出て文武に励み、江戸時代後期の動乱が近づく中で諸外国の動向や藩政の事情などに精通し、聡明で知られたという。
弘化4年（1847年）6月26日、上野吉井藩第8代藩主・松平信任が死去したため、その養子として家督を継いだ。同年6月28日、将軍徳川家慶に拝謁する。同年12月16日、従四位下・侍従・左兵衛督に叙任する。
幕末期の名君の一人として実行力があり、水戸藩主・徳川斉昭や薩摩藩主・島津斉彬らと交遊している。嘉永6年（1853年）の黒船来航では江戸幕府に対して攘夷と国論統一を図るように進言した。安政4年（1857年）、幕府が日米修好通商条約を結ぼうとすると、不平等条約であることから断固反対している。安政6年（1859年）、安政の大獄により、徳川斉昭が蟄居される際にそれを伝える上使を務めたため、幕府から賞賛された。万延元年（1860年）5月9日、幕府から年々合力米2000俵を支給されることになる。
文久元年（1861年）に第14代将軍・徳川家茂との結婚により和宮が降嫁すると、その「和」の字を憚って諱を信和から信発と改める。また、藩政では農民兵を採用した軍制改革を行っている。元治元年（1864年）7月21日、陣屋を矢田（現在の高崎市吉井町矢田）から吉井に移したため、正式に吉井藩となった。
元治2年（1865年）3月26日、養子の信謹に家督を譲って隠居する。しかしなおも藩政の実権は握り続け、信謹の補佐を務めた。慶応4年（1868年）2月22日、徳川家との訣別を示すために松平から吉井に姓を改めている。なお、岩倉具視や三条実美ら新政府首脳陣から再出仕を請われたが、拒絶している。
明治3年3月25日、明治政府から終身現米を支給されることになる。明治23年（1890年）9月2日、死去。享年67（満66歳没）。
著書の『礫川奉使箪記』は、幕末における幕閣の動向を知る上で貴重な史料といわれている。

## 系譜
父母
- 松平維賢（実父）
- 神村氏（実母）
- 松平信任（養父）

正室
- 松平信任の養女 - 松平信敬の娘

養子、養女
- 吉井信謹 - 上杉斉憲の五男
- 文子 - 本多正訥正室、秋山正光の娘